# Anyang Halla
Anyang Halla (hangul:안양 한라 ;hanja:安養 漢拏) är ett professionellt ishockeylag med sin bas i Anyang i provinsen Gyeonggi, Sydkorea. De spelar i Asia League Ice Hockey och är ett av de ursprungliga lagen i ligan.

## Historik

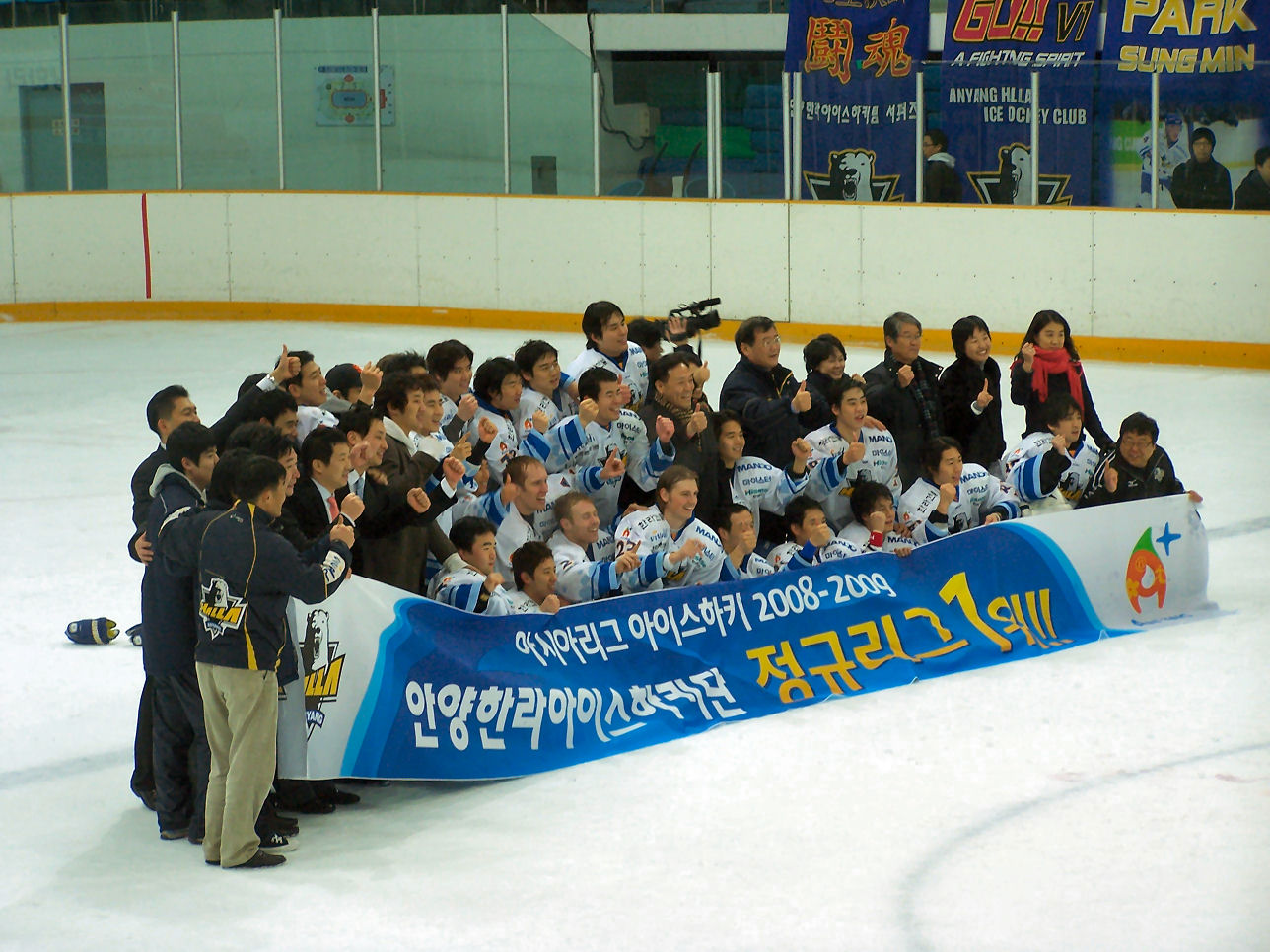
Anyang Halla poserar för fotografering efter att ha besegrat High1 den 25 januari 2009

### De första åren
Klubben bildades 1994 och är den äldsta, och mest framgångsrika, av Sydkoreas tre professionella ishockeylag. Halla-gruppen, ett  sydkoreansk företagskonglomerat, står för en stor del av finansieringen; därav namnet på laget. I sin ursprungsform var laget baserat i Mok-dong, Seoul, och gick under namnet Mando Winia. 1998 tog laget namnet av Mandos moderbolag: Halla. Mellan åren 1995 till 2003 lyckades laget vinns det koreanska mästerskapet fem gånger. 

### Asia League Ice Hockey
Efter en kollaps av den sydkoreanska ishockeyligan 2003, var de det enda laget att överleva. De gick ihop med fyra japanska lag och bildade Asia League Ice Hockey och första säsongen slutade de på en tredje plats. 2005 bytte laget spelort, och de spelar numera alla sina hemmamatcher i Anyang Sports Complex Arena. 
Säsongen 2008/2009 blev laget det första icke-japanska laget att vinna grundserien i ALIH. Den följande säsongen, 2009/2010, lyckades de vinna mästerskapet; lagets dittills största framgång. Säsongen därpå, 2010/2011, ställdes finalspelet in på grund av Jordbävningen vid Tohoku och istället fick Anyang Halla dela på mästerskapstiteln med Tohoku Free Blades som var det andra laget kvalificerat för finalspel.